# Municipio de Brick
El municipio de Brick (en inglés: Brick Township) es un municipio ubicado en el condado de Ocean  en el estado estadounidense de Nueva Jersey. En el año 2010 tenía una población de 75,072 habitantes y una densidad poblacional de 898 personas por km².

## Geografía
El municipio de Brick se encuentra ubicado en las coordenadas 40°04′30″N 74°05′58″O / 40.07500, -74.09944.

## Demografía
Según la Oficina del Censo en 2000 los ingresos medios por hogar en el municipio eran de $52,092 y los ingresos medios por familia eran $61,446. Los hombres tenían unos ingresos medios de $44,981 frente a los $31,020 para las mujeres. La renta per cápita para la localidad era de $24,462. Alrededor del 4.5% de la población estaba por debajo del umbral de pobreza.